# Eldflugornas grav

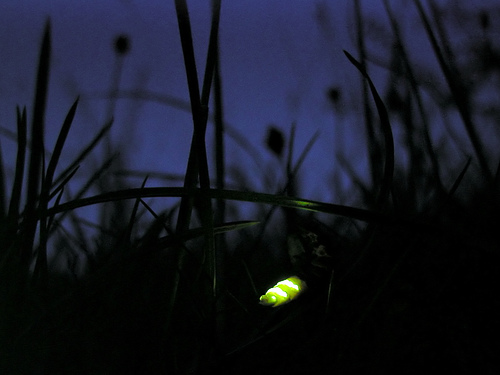
Eldflugor är i filmen bland annat en symbol för livets flyktighet. Två japanska eldflugearter i Luciola-släktet har även mytologisk betydelse som bärare av mänskliga själar.

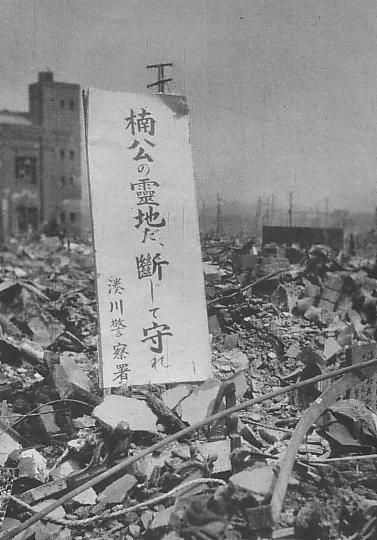
Eldflugornas grav utspelar sig i och runt Kobe. Staden drabbades hårt av 1945 års bombfällningar.

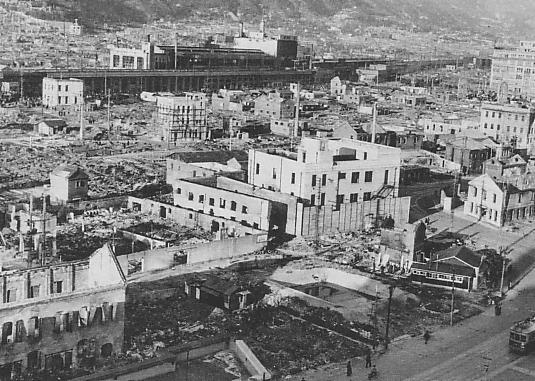
Kobe efter 1945 års flygbombningar.

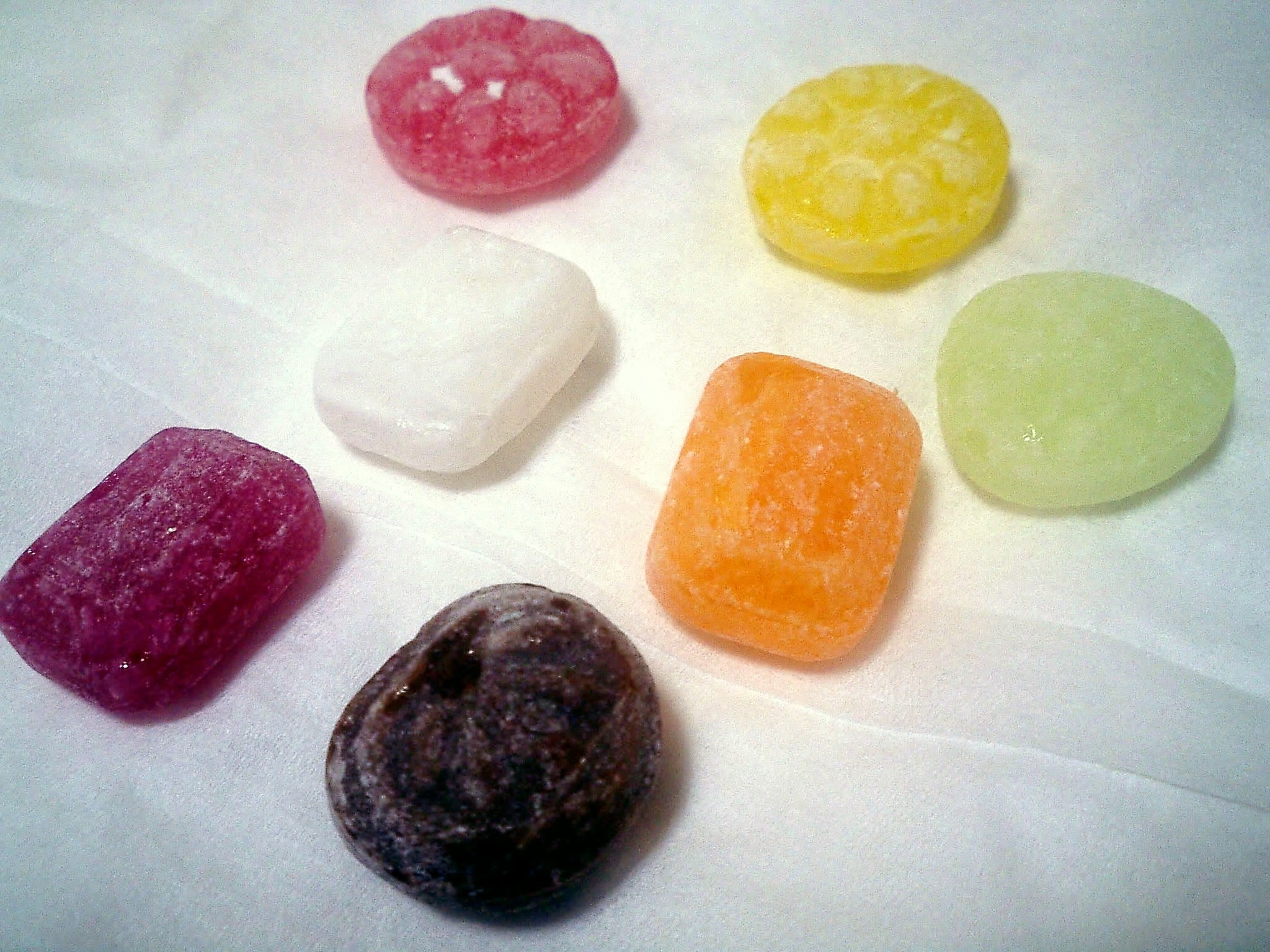
Burken med sakuma shiki-karameller är sommaren 1945 ett av Setsukos glädjeämnen. Här är några exemplar ur den nyligen återupptagna produktionen.

Eldflugornas grav (japanska: 火垂るの墓 Hotaru no haka?) är den tredje filmen av Ghibli dramafilm från 1988 i regi av Isao Takahata och producerad på Studio Ghibli. Den utspelar sig under andra världskrigets slutskede och kretsar kring ett ungt syskonpar, Seita och Setsuko. Deras både umbäranden och glada stunder bildar navet i en realistisk beskrivning av andra världskriget sedd utifrån en drabbad civilbefolknings perspektiv. Berättelsen har av flera filmkritiker betecknats som en av alla tiders bästa "antikrigsfilmer". Förutom bombningarna förekommer inga stridsscener i filmen. 
Isao Takahatas film är baserad på en roman med samma namn av Akiyuki Nosaka. Denne upplevde själv andra världskriget, och romanen är i stora delar självbiografisk. Att hans alter ego i boken/filmen inte överlever kan troligen knytas till hans skamkänslor över att han själv klarade sig men inte hans syster.
Filmen finns även som manga, tecknad av Yū Takita.

## Handling
Handlingen utspelar sig i Japan i och nära Kobe efter det att USA släppt atombomber mot Nagasaki och Hiroshima, och inledningen, som dessutom är berättelsens slut, utspelas några veckor efter krigsslutet. Fokus ligger på en ung pojke som håller på att duka under av svält och umbäranden. Det första som sägs i filmen är hans ord: "21 september 1945, det var natten då jag dog".
Därefter förs vi bakåt i tiden, till början av sommaren och en stad som fortfarande till stora delar är intakt. Filmens huvudperson Seita, samma pojke som den som man fick se i inledningen, bor inledningsvis tillsammans med sin mor och sin syster i ett hus i Kobe. Då hans far är officerare i den japanska flottan, har de en förhållandevis upphöjd position i samhället och klarar krigets umbäranden ganska väl. Detta ändras dock då barnen och modern, under en förödande flygräd, tar skilda vägar till skyddsrummet och modern avlider. 
Inledningsvis får Seita och hans syster, Setsuko, husrum hos släktingar i närbelägna Nishinomiya. De känner sig så dock illa behandlade av barnens "tant" att de lämnar släktingarna för att försöka klara sig själva. De söker skydd i ett övergivet skyddsrum där de försöker överleva, samtidigt som det civila samhället faller samman omkring dem och ingen orkar vare sig se, eller ta hand om, de två föräldralösa barnen.

## Rollfigurer
- Seita (清太) ♂, 14 år

– japansk röst: Tsutomu Tatsumi (辰巳 努, Tatsumi Tsutomu)
14-årig pojke bosatt i Kobe i centrala Japan. Han älskar sin lillasyster men är långtifrån mogen att ensam ta hand om en familj.
- Setsuko (節子) ♀, 4 år

– Ayano Shiraishi (白石 綾乃, Shiraishi Ayano)
Fyraårig flicka, lillasyster till Seita. Hon börjar bli gammal nog att kunna lägga ihop ett och ett, även om storebror ibland försöker skydda henne från sanningen.
- Seitas och Setsukos mor ♀

– Yoshiko Shinohara (志乃原 良子, Shinohara Yoshiko)
Bor med sina två barn i Kobe. Hennes make är sjöofficer i den japanska flottan, vilket ger familjen en viss status och en tryggad försörjning. Hon behöver ta medicin för sitt hjärta.
- Seitas och Setsukos "tant" ♀

– Akemi Yamaguchi (山口 朱美, Yamaguchi Akemi)
En släkting (sysslingmor?) till barnen som bor med sin familj i Nishinomiya strax öster om Kobe. Hennes make är tillsagd att arbeta extraskift för att kompensera för bombade fabriker, och även dottern i familjen är flitigt sysselsatt. Det skär sig ganska snart mellan "tanten" och Seita, som mest verkar tillbringa dagarna med att leka – ensam eller med sin lillasyster. Seitas skola har brunnit ner.
Källor: 

## Produktion och distribution
Filmen producerades parallellt med Min granne Totoro. Den senare fick sin produktion säkrad, genom att man beslöt visa de båda filmerna som tretimmars dubbelvisningar, på japanska biografer. Under dubbelvisningarna var ibland den allvarliga filmen första film, andra gånger andra film. Enligt uppgift[källa behövs] var de visningar som avslutades med den mer lättsamma/positiva Min granne Totoro de mest lyckade.

### Svensk distribution
Filmen har aldrig[källa behövs] haft egentlig svensk biodistribution. Däremot har den visats i mindre festivalsammanhang. Den sändes 1999–2000 samt under 2008 på betal-TV-kanalen Canal+ med sidokanaler. 2006 släpptes filmen på svensktextad DVD (AudVid, VR10-1066--1067). Eldflugornas grav producerades inte av Studio Ghiblis dåvarande moderbolag Tokuma, utan av Shinchosha som var förläggare för Nosakas bok. Därför har den aldrig ingått i det internationella distributionsavtal som Walt Disney Company skrev med Studio Ghibli 1996, och därigenom har filmen i förlängningen haft separat distribution på VHS och DVD i länder som Sverige.

## Teman och mottagande
Det här är en film om två syskon som försöker finna en plats i andra världskrigets Japan, utsatta som de är för bombräder som ödelägger allt de håller kärt. Expressens Mats Bråstedt konstaterar att filmen är en "[…] berättelse om okuvlig syskonkärlek, ett humanistiskt upprop […]" som han finner omöjligt att stå emot. Han anser att utgivningen av denna vid recensionstillfället 18 år gamla film "[…] kan bara rubriceras som en kulturgärning." Filmhistorikern Ernest Rister jämför å sin sida filmen med Schindler's List och anser att "[…] Den är den mest mänskliga animerade film jag någonsin sett."
Bland de nedgrävda tillhörigheterna som Seita räddar efter att familjens hus brunnit ner, finns en burk med sakuma shiki-karameller. Karamellburken är sommaren 1945 en av fyraåriga Setsukos glädjeämnen, och de sista karamellerna är värdefulla tingestar. 2005 återupptogs produktionen av den klassiska japanska karamellburken, vars karameller innehåller stora mängder naturlig fruktsaft.
Vuxna eldflugor som utsänder ljus har en livslängd på bara 2-3 veckor och ses i den japanska traditionen som symboler för förgänglighet, att jämföras med vårens körsbärsblommor. Eldflugor förknippas i Japan också med den mänskliga själen – hitodama. Detta gäller särskilt de två i Japan vanliga arterna Luciola lateralis (japanska: 平家蛍 Heike hotaru 'Heikes eldfluga'?) och Luciola cruciata (japanska: 源氏 ホタル Genji hotaru 'Genjis eldfluga'?); dessa föreställs bära på själarna hos de två klanerna som stred mot varandra i 1185 års berömda Dan-no-ura-slag. Eldflugor kan i Japan även symbolisera den tysta men passionerade kärleken. Och eftersom eldflugor endast lever i närheten av klart vatten, har de dessutom blivit en miljösymbol.
I Takahatas film ser vi hur Setsuko sorgset utropar "Varför dör eldflugorna så fort?". Vi får även se hur ett par eldflugor förirrar sig in i de två syskonens övergivna skyddsrum för att sedan slockna. Takahata fungerar här som en förnyare av den estetiska upplevelseform som japaner kallar mono no aware ('ljuva sorglighet'). "Genom att kontemplera körsbärsblommor eller snöflingor som symboler för det sköna men korta jordelivet, kan man förankra sin rädsla för döden och ensamheten i ett vidare kretslopp", som filmforskaren Olle Sjögren uttryckt saken.
Roger Ebert har beskrivit Eldflugornas grav som "[…] ett kraftfullt drama som råkar vara tecknat […]" samt …
| ” | … en så stark känslomässig upplevelse att den tvingar en att ompröva ens föreställning om vad animation är för något … | „ |

## Utmärkelser
- Rights of the Child-priset – 1994 års Chicago International Children's Film Festival[21]
- Best Animated Feature Film – 1994 års Chicago International Children's Film Festival[21]

## Adaptioner
En spelfilm (med skådespelare) baserad på Takahatas filmmanus hade premiär i Japan 5 juli 2008.